# Campionato centroamericano e caraibico di calcio 1943
Il Campionato centroamericano e caraibico di calcio 1943 (CCCF Championship 1943) fu la seconda edizione della competizione calcistica per nazione organizzata dalla CCCF. La competizione si svolse in El Salvador dal 5 dicembre al 19 dicembre 1943 e vide la partecipazione di quattro squadre: Costa Rica, El Salvador, Guatemala e Nicaragua.
A trionfare in casa fu la nazionale di El Salvador, al suo primo titolo.
La CCCF organizzò questa competizione dal 1941 al 1961, anno in cui la CCCF si unì con la NAFC per formare la CONCACAF che istituì il Campionato CONCACAF a partire dal 1963.

## Formula
- Qualificazioni

Nessuna fase di qualificazione. Le squadre sono qualificate direttamente alla fase finale.
- Fase finale

Girone unico - 4 squadre: giocano partite di sola andata. La prima classificata si laurea campione CCCF.

## Stadi
| San Salvador                       |
| ---------------------------------- |
| Estadio Nacional de la Flor Blanca |
| Capienza: 32.000                   |
|                                    |
| San Salvador                       |

## Squadre partecipanti
| Pr. | Squadra     | Data di qualificazione certa | Partecipante in quanto | Partecipazioni precedenti al torneo | Ultima presenza |
| --- | ----------- | ---------------------------- | ---------------------- | ----------------------------------- | --------------- |
| 1   | Costa Rica  | -                            | Qualificata di diritto | 1 (1941)                            | Costa Rica 1941 |
| 2   | El Salvador | -                            | Qualificata di diritto | 1 (1941)                            | Costa Rica 1941 |
| 3   | Nicaragua   | -                            | Qualificata di diritto | 1 (1941)                            | Costa Rica 1941 |
| 4   | Guatemala   | -                            | Qualificata di diritto | -                                   | Esordiente      |

Nella sezione "partecipazioni precedenti al torneo", le date in grassetto indicano che la nazione ha vinto quella edizione del torneo, mentre le date in corsivo indicano la nazione ospitante.

## Fase finale

### Girone unico

#### Classifica
| Pos | Squadra     | P.ti | G | V | N | P | GF | GS | DR  |
| --- | ----------- | ---- | - | - | - | - | -- | -- | --- |
| 1   | El Salvador | 9    | 6 | 4 | 1 | 1 | 28 | 11 | +17 |
| 2   | Guatemala   | 9    | 6 | 4 | 1 | 1 | 21 | 11 | +10 |
| 3   | Costa Rica  | 6    | 6 | 3 | 0 | 3 | 20 | 15 | +5  |
| 4   | Nicaragua   | 0    | 6 | 0 | 0 | 6 | 7  | 39 | -32 |

#### Risultati
| San Salvador 5 dicembre 1943                                           | El Salvador | 2 – 2      | Guatemala | Estadio Nacional de la Flor Blanca |
| \| \| \| \| \| Monterrosa 39’ Torres 42’ \| Marcatori \| 33’ Toledo \| |             |            |           |                                    |
|                                                                        |             |            |           |                                    |
| Monterrosa 39’ Torres 42’                                              | Marcatori   | 33’ Toledo |           |                                    |

| San Salvador 5 dicembre 1943 | Costa Rica | 7 – 0 | Nicaragua | Estadio Nacional de la Flor Blanca |

| San Salvador 7 dicembre 1943 | Guatemala | 3 – 2 | Costa Rica | Estadio Nacional de la Flor Blanca |

| San Salvador 7 dicembre 1943                                                                      | El Salvador | 8 – 1  | Nicaragua | Estadio Nacional de la Flor Blanca |
| \| \| \| \| \| Aceituno 5’ Corado 15’ Ruano 28’ Deras 35’ Rivas 49’ 65’ \| Marcatori \| García \| |             |        |           |                                    |
|                                                                                                   |             |        |           |                                    |
| Aceituno 5’ Corado 15’ Ruano 28’ Deras 35’ Rivas 49’ 65’                                          | Marcatori   | García |           |                                    |

| San Salvador 9 dicembre 1943                                                                              | El Salvador | 4 – 2                     | Costa Rica | Estadio Nacional de la Flor Blanca |
| \| \| \| \| \| Monterrosa 4’ Linares 60’ Cruz 84’ Torres 86’ \| Marcatori \| 39’ Zeledón 78’ Hernández \| |             |                           |            |                                    |
| |             |                           |            |                                    |
| Monterrosa 4’ Linares 60’ Cruz 84’ Torres 86’                                                             | Marcatori   | 39’ Zeledón 78’ Hernández |            |                                    |

| San Salvador 9 dicembre 1943 | Guatemala | 6 – 2 | Nicaragua | Estadio Nacional de la Flor Blanca |

| San Salvador 12 dicembre 1943 | Costa Rica | 3 – 2 | Nicaragua | Estadio Nacional de la Flor Blanca |

| San Salvador 12 dicembre 1943                                    | El Salvador | 2 – 1      | Guatemala | Estadio Nacional de la Flor Blanca |
| \| \| \| \| \| Cruz 44’ Torres 45’ \| Marcatori \| 31’ Toledo \| |             |            |           |                                    |
|                                                                  |             |            |           |                                    |
| Cruz 44’ Torres 45’                                              | Marcatori   | 31’ Toledo |           |                                    |

| San Salvador 16 dicembre 1943                                                                                | El Salvador | 10 – 1    | Nicaragua | Estadio Nacional de la Flor Blanca |
| \| \| \| \| \| Aceituno 4’ Rivas 6’ 72’ 85’ Cruz 12’ 28’ 40’ 68’ 74’ Corado 70’ \| Marcatori \| 3’ García \| |             |           |           |                                    |
| |             |           |           |                                    |
| Aceituno 4’ Rivas 6’ 72’ 85’ Cruz 12’ 28’ 40’ 68’ 74’ Corado 70’                                             | Marcatori   | 3’ García |           |                                    |

| San Salvador 16 dicembre 1943 | Guatemala | 4 – 2 | Costa Rica | Estadio Nacional de la Flor Blanca |

| San Salvador 19 dicembre 1943 | Guatemala | 5 – 1 | Nicaragua | Estadio Nacional de la Flor Blanca |

| San Salvador 19 dicembre 1943                                                                | El Salvador | 2 – 4                                  | Costa Rica | Estadio Nacional de la Flor Blanca |
| \| \| \| \| \| Corado 11’ Cruz 53’ \| Marcatori \| 26’ 66’ Zeledón 72’ Riggioni 84’ Rojas \| |             |                                        |            |                                    |
|                                                                                              |             |                                        |            |                                    |
| Corado 11’ Cruz 53’                                                                          | Marcatori   | 26’ 66’ Zeledón 72’ Riggioni 84’ Rojas |            |                                    |